# 7 Andromedae
7 Andromedae (7 And) es una estrella en la constelación de Andrómeda de magnitud aparente +4,54. Se encuentra a 80 años luz de distancia del sistema solar.
7 Andromedae es una estrella blanco-amarilla de la secuencia principal de tipo espectral F0V.
Semejante a las componentes del sistema estelar Porrima (γ Virginis), su temperatura efectiva se sitúa entre 7108 - 7190 K y brilla con una luminosidad 7,2 veces mayor que la luminosidad solar.
Su radio —evaluado a partir del valor de su diámetro angular, 0,67 milisegundos de arco— es un 80% más grande que el del Sol.
Su contenido metálico es algo inferior al solar, siendo su índice de metalicidad [Fe/H] igual a -0,09.
Su masa es un 60% mayor que la masa solar y, con una edad aproximada de 1600 millones de años, se encuentra en la mitad de su vida como estrella de la secuencia principal.
7 Andromedae gira sobre sí misma con una velocidad de rotación de al menos 61,8 km/s —30 veces superior a la del Sol— y es que las estrellas de la secuencia principal se dividen, en cuanto a su rotación, de forma bastante definida a una temperatura superficial de aproximadamente 6500 K; aquellas cuya temperatura está debajo de este valor giran lentamente, las que lo superan —como es el caso de 7 Andromedae— lo hacen mucho más deprisa.